# Maorimorpha
Maorimorpha é um gênero de gastrópodes pertencente a família Mitromorphidae.

## Espécies
- Maorimorpha secunda Powell, 1942
- Maorimorpha sulcata (Sowerby III, 1892)
- Maorimorpha suteri (Murdoch, 1905)